# Lesley Mackie
Lesley Mackie, född 10 juni 1951 i Dundee, Skottland, är en brittisk skådespelerska. 1986 vann hon en Laurence Olivier Award för bästa skådespelerska i en musikal för sitt porträtt av Judy Garland i musikalen Judy at the Strand.
Mackie har även medverkat den kultförklarade skräckfilmen Dödlig skörd (1973) samt dess andliga uppföljare The Wicker Tree (2011).